# Dobri Nugo
Dobri Nugo este un sat din comuna Žabljak, Muntenegru. Conform datelor de la recensământul din 2003, localitatea are 16 locuitori (la recensământul din 1991 erau 26 de locuitori).

## Demografie
În satul Dobri Nugo ili Pasji Nugo locuiesc 12 persoane adulte, iar vârsta medie a populației este de 34,9 de ani (50,5 la bărbați și 25,5 la femei). În localitate sunt 6 gospodării, iar numărul mediu de membri în gospodărie este de 2,67.
Această localitate este populată majoritar de sârbi (conform recensământului din 2003).
|  |

| Demografie | Demografie | Demografie |
| An         | Locuitori  | Locuitori  |
| ---------- | ---------- | ---------- |
|            |            |            |
|            |            |            |
|            |            |            |
|            |            |            |
| 1948       | 86         |            |
| 1953       | 94         |            |
| 1961       | 90         |            |
| 1971       | 80         |            |
| 1981       | 70         |            |
| 1991       | 26         | 26         |
| 2003       | 16         | 16         |

| \| Componența etnică conform recensământului din 2003[2] \| Componența etnică conform recensământului din 2003[2] \| Componența etnică conform recensământului din 2003[2] \| Componența etnică conform recensământului din 2003[2] \| Componența etnică conform recensământului din 2003[2] \| \| ----------------------------------------------------- \| ----------------------------------------------------- \| ----------------------------------------------------- \| ----------------------------------------------------- \| ----------------------------------------------------- \| \| \| \| \| \| \| \| Sârbi \| Sârbi \| \| 12 \| 75% \| \| Muntenegreni \| Muntenegreni \| \| 3 \| 18,75% \| \| necunoscută \| necunoscută \| \| 0 \| 0% \| |              |  |    |        |
| Componența etnică conform recensământului din 2003 |              |  |    |        |
| |              |  |    |        |
| Sârbi | Sârbi        |  | 12 | 75%    |
| Muntenegreni | Muntenegreni |  | 3  | 18,75% |
| necunoscută | necunoscută  |  | 0  | 0%     |